# Pinehas prästerskap
Pinehas prästerskap är en identitetskristen terrororganisation, som bland annat låg bakom sprängningen av Planned Parenthood Clinic samt sprängattentat och väpnade rån på två banker 1996.
Den har även blivit omskriven på grund av att de polisanmälts för hets mot folkgrupp, när de gått ut på internet och uppmanat till mord på namngivna öppet homo- och bisexuella offentliga personer.